# ラン・ウィズ・ザ・パック
『ラン・ウィズ・ザ・パック』（Run with the Pack）は、バッド・カンパニーが1976年に発表した3作目のアルバム。

## 解説
本作からは、コースターズのカヴァー「ヤング・ブラッド」（全米20位）と、オリジナル曲「ハニー・チャイルド」（全米59位）がシングル・ヒットした。

## 収録曲
1. リヴ・フォー・ザ・ミュージック - "Live for the Music" (Mick Ralphs) - 3:58
2. シンプル・マン - "Simple Man" (M. Ralphs) - 3:37
3. ハニー・チャイルド - "Honey Child" (Paul Rodgers, M. Ralphs, Boz Burrell, Simon Kirke) - 3:15
4. ラヴ・ミー・サムバディ - "Love Me Somebody" (P. Rodgers) - 3:09
5. ラン・ウィズ・ザ・パック - "Run with the Pack" (P. Rodgers) - 5:21
6. シルヴァー・ブルー・アンド・コールド - "Silver, Blue & Gold" (P. Rodgers) - 5:03
7. ヤング・ブラッド - "Young Blood" (Jerry Leiber, Mike Stoller, Doc Pomus) - 2:37
8. ドゥ・ライト・バイ・ユア・ウーマン - "Do Right by Your Woman" (P. Rodgers) - 2:51
9. スウィート・リトル・シスター - "Sweet Lil' Sister" (M. Ralphs) - 3:29
10. フェイド・アウェイ - "Fade Away" (P. Rodgers) - 2:54

## 参加ミュージシャン
- ポール・ロジャース - ボーカル
- ミック・ラルフス - ギター
- ボズ・バレル - ベース
- サイモン・カーク - ドラムス